# Bubbenhall
Bubbenhall es una localidad situada en el condado de Warwickshire, en Inglaterra (Reino Unido), con una población estimada a mediados de 2016 de 635 habitantes.
Se encuentra ubicada al sureste de la región Midlands del Oeste, cerca de las fronteras con las regiones Midlands del Este y Sudoeste de Inglaterra, y de la ciudad de Coventry.